# Сянфу
Сянфу́ (кит. упр. 祥符, пиньинь Xiángfú) — район городского подчинения городского округа Кайфэн провинции Хэнань (КНР). Район назван в честь уезда, существовавшего в этих местах в средние века.

## История
При империи Сун в 1009 году был создан уезд Сянфу (祥符县). В 1913 году он был переименован в уезд Кайфэн (开封县), а в 1929 году его урбанизированная часть была выделена в город Кайфэн. После того, как в ходе гражданской войны город был взят войсками коммунистов, в конце 1948 года был образован Особый город Кайфэн (开封特别市). В ноябре 1949 года часть уезда Кайфэн была выделена в Пригородный район (郊区). В 1958 году к уезду Кайфэн был присоединён уезд Чэньлю (陈留县).
В 2014 году уезд Кайфэн был расформирован, а вместо него образован район Сянфу.

## Административное деление
Район делится на 6 уличных комитетов и 9 волостей.